# Acrantophis madagascariensis
Il boa terricolo del Madagascar (Acrantophis madagascariensis (Duméril & Bibron, 1844)) è un serpente appartenente alla famiglia Boidae, endemico del Madagascar.

## Descrizione
Può raggiungere la lunghezza di circa 3 metri. Questa specie di serpente è la più grande del Madagascar. Gli esemplari adulti presentano un colorito bruno-rossastro sul ventre sovrapposto a un reticolo grigio con rombi dorsali marroni.

## Biologia

### Comportamento
Per nascondersi dai predatori questo serpente si rifugia in piccole cavità nei tronchi e nelle tane dei mammiferi. La specie va in letargo verso maggio o luglio.

### Alimentazione
Si nutre di roditori, pipistrelli (Pteropus rufus), tenrec (Echinops telfairi), lemuri (p.es Eulemur fulvus, Propithecus coquereli) e uccelli.

### Riproduzione
È una specie vivipara. Le femmine danno alla luce da 2 a 6 piccoli.

L'accoppiamento si verifica subito dopo il letargo. La femmina può essere corteggiata da più maschi. Il periodo di gestazione che varia da quattro a sei mesi. I cuccioli sono lunghi circa quaranta centimetri e a pochi mesi di vita sono già in grado di nutrirsi autonomamente.

## Distribuzione e habitat
La specie è diffusa nel Madagascar occidentale e settentrionale.
Lo si può trovare nella foresta umida e nella foresta decidua secca, dal livello del mare sino a 800 m di altitudine.

## Conservazione
La Lista rossa IUCN classifica A. madagascariensis come specie a rischio minimo (Least Concern).
La specie è inclusa nella Appendice I della CITES che vieta il commercio di questa specie, tranne per le ricerche scientifiche.